# Rosses Point
Rosses Point (iriska: An Ros) är en ort i republiken Irland.   Den ligger i grevskapet Sligo och provinsen Connacht, i den norra delen av landet, 190 km nordväst om huvudstaden Dublin. Rosses Point ligger 26 meter över havet och antalet invånare är 824.
Terrängen runt Rosses Point är platt västerut, men österut är den kuperad. Havet är nära Rosses Point västerut.Runt Rosses Point är det ganska tätbefolkat, med 80 invånare per kvadratkilometer. Närmaste större samhälle är Sligo, 7,6 km sydost om Rosses Point. Trakten runt Rosses Point består i huvudsak av gräsmarker.